# Crozant
Crozant (crozantais : Crôzint) est une commune française située dans le département de la Creuse et la région Nouvelle-Aquitaine. Ses habitants sont appelés les Crozantais(es).
Dernier village creusois situé sur la rivière Creuse avant la frontière avec l'Indre, le bourg de Crozant connait une certaine importance durant le Moyen Âge, époque où son château appartient successivement à de grandes familles féodales telles que les Plantagenêt et les Lusignan.
Au XIXe siècle, Crozant devient un site prisé des peintres impressionnistes. Les ruines de la forteresse et le moulin de la Folie figurent aujourd'hui sur des milliers de tableaux conservés dans des musées nationaux et internationaux. Le musée "Hôtel Lépinat", situé dans le bourg et consacré à l'histoire des artistes de la vallée de la Creuse, expose chaque année des toiles originales provenant de collections particulières.
L'écrivaine George Sand a également contribué à la renommée artistique et touristique de la commune, en s'inspirant des ruines de la forteresse de Crozant pour certains de ses romans.
La commune de Crozant figure aujourd'hui parmi les sites les plus touristiques de la Creuse.

## Géographie

### Localisation
Crozant est située à la limite nord du département de la Creuse. La rivière, la Grande Creuse (qui s'est grossie de la Petite Creuse à quelques kilomètres en amont) y forme une limite avec le département de l'Indre.
La commune est à 4,6 km de Fresselines, 6,9 de La Chapelle-Balloue et 9,5 de Saint-Sébastien.

### Géologie et relief

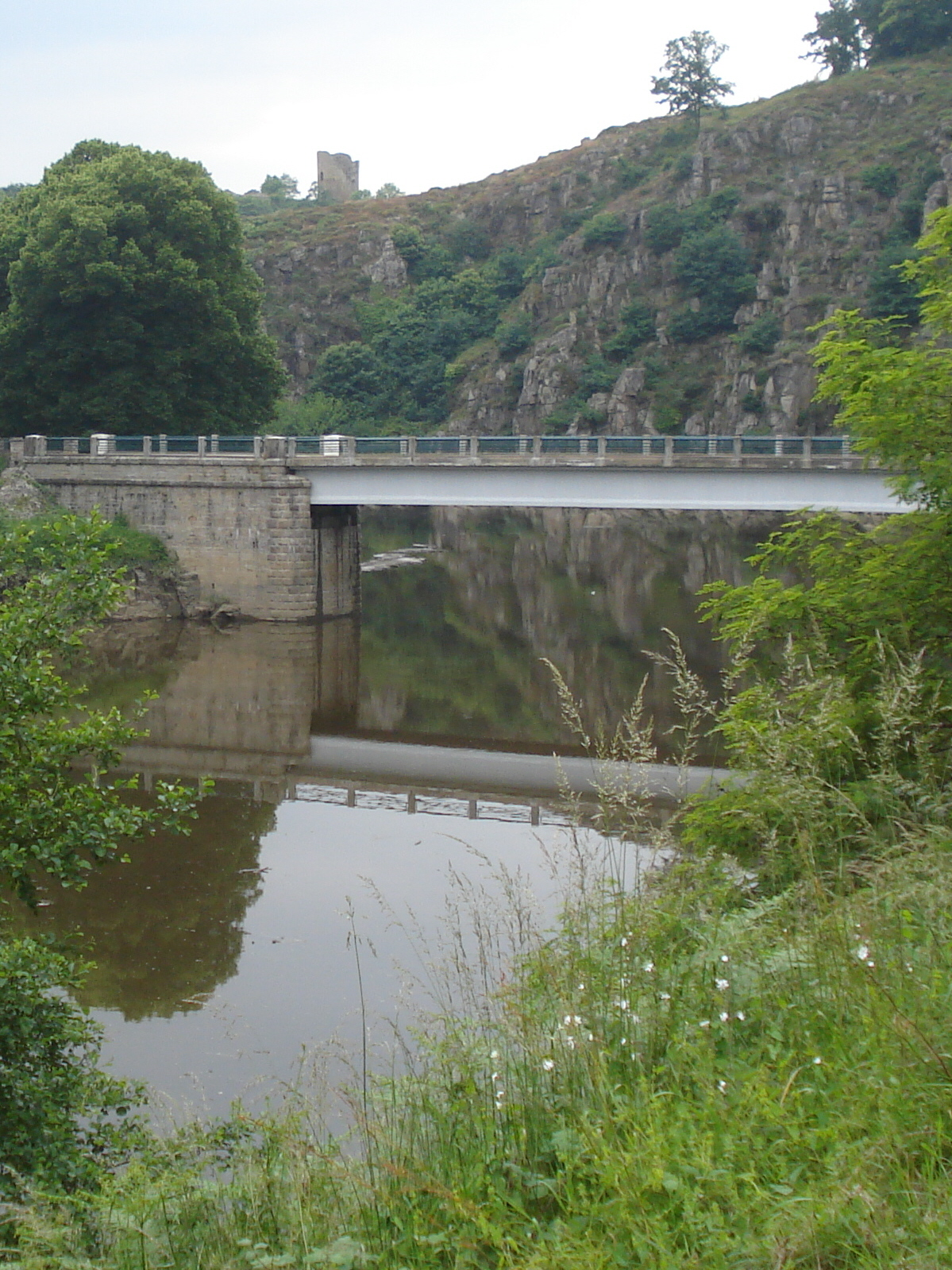
La Creuse à Crozant.

Elle a aussi une signification géologique : au sud, ce sont les contreforts granitiques du Massif central, tandis qu'au nord commencent les plaines calcaires du Bassin parisien.
Le territoire communal est traversé par le sentier de grande randonnée de pays du Val de Creuse.

### Sismicité
Commune située dans une zone de sismicité 2 faible.

### Hydrographie et les eaux souterraines
Cours d'eau traversant la commune :
- La Creuse[4].
- La Sédelle[5].
- Lac de Chambon, parfois appelé lac d'Éguzon.

| Éguzon-Chantôme Indre |         | Saint-Plantaire Indre |
| Saint-Sébastien       | Crozant | Fresselines           |
| La Chapelle-Baloue    | Lafat   | Maison-Feyne          |

### Climat
Pour des articles plus généraux, voir Climat de la Nouvelle-Aquitaine et Climat de la Creuse.
Historiquement, la commune est dans une zone de transition entre le climat océanique limousin et le climat montagnard.
En 2020, Météo-France publie une typologie des climats de la France métropolitaine dans laquelle la commune est dans une zone de transition entre le climat océanique altéré et le climat de montagne et est dans la région climatique Ouest et nord-ouest du Massif Central, caractérisée par une pluviométrie annuelle de 900 à 1 500 mm, maximale en automne et en hiver.
Pour la période 1971-2000, la température annuelle moyenne est de 11 °C, avec une amplitude thermique annuelle de 15,3 °C. Le cumul annuel moyen de précipitations est de 875 mm, avec 11,9 jours de précipitations en janvier et 8 jours en juillet. Pour la période 1991-2020, la température moyenne annuelle observée sur la station météorologique la plus proche, située sur la commune de Dun-le-Palestel à 10 km à vol d'oiseau, est de 11,4 °C et le cumul annuel moyen de précipitations est de 920,3 mm,. Pour l'avenir, les paramètres climatiques de la commune estimés pour 2050 selon différents scénarios d'émission de gaz à effet de serre sont consultables sur un site dédié publié par Météo-France en novembre 2022.

### Voies de communication et transports

#### Voies routières
- D 72 vers Changotin-Vitrat[13].
- D 70 vers Saint-Sébastien.

#### Transports en commun

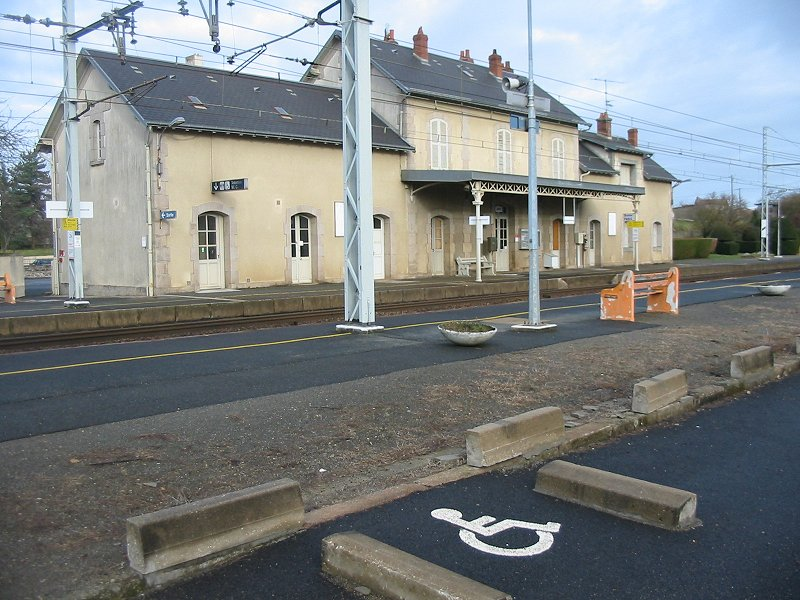
Gare de Saint-Sébastien.

- Réseau TransCreuse.

##### SNCF
- Gare de Saint-Sébastien,
- Gare d'Éguzon,
- Gare de La Souterraine,
- Gare d'Argenton-sur-Creuse,
- Gare de Fromental.

## Urbanisme

### Typologie
Au 1er janvier 2024, Crozant est catégorisée commune rurale à habitat très dispersé, selon la nouvelle grille communale de densité à 7 niveaux définie par l'Insee en 2022.
Elle est située hors unité urbaine et hors attraction des villes,.

### Occupation des sols
L'occupation des sols de la commune, telle qu'elle ressort de la base de données européenne d’occupation biophysique des sols Corine Land Cover (CLC), est marquée par l'importance des territoires agricoles (75 % en 2018), une proportion identique à celle de 1990 (75 %). La répartition détaillée en 2018 est la suivante :
zones agricoles hétérogènes (37,5 %), prairies (33 %), forêts (20,8 %), terres arables (4,4 %), eaux continentales (3,4 %), zones urbanisées (0,8 %). L'évolution de l’occupation des sols de la commune et de ses infrastructures peut être observée sur les différentes représentations cartographiques du territoire : la carte de Cassini (XVIIIe siècle), la carte d'état-major (1820-1866) et les cartes ou photos aériennes de l'IGN pour la période actuelle (1950 à aujourd'hui).

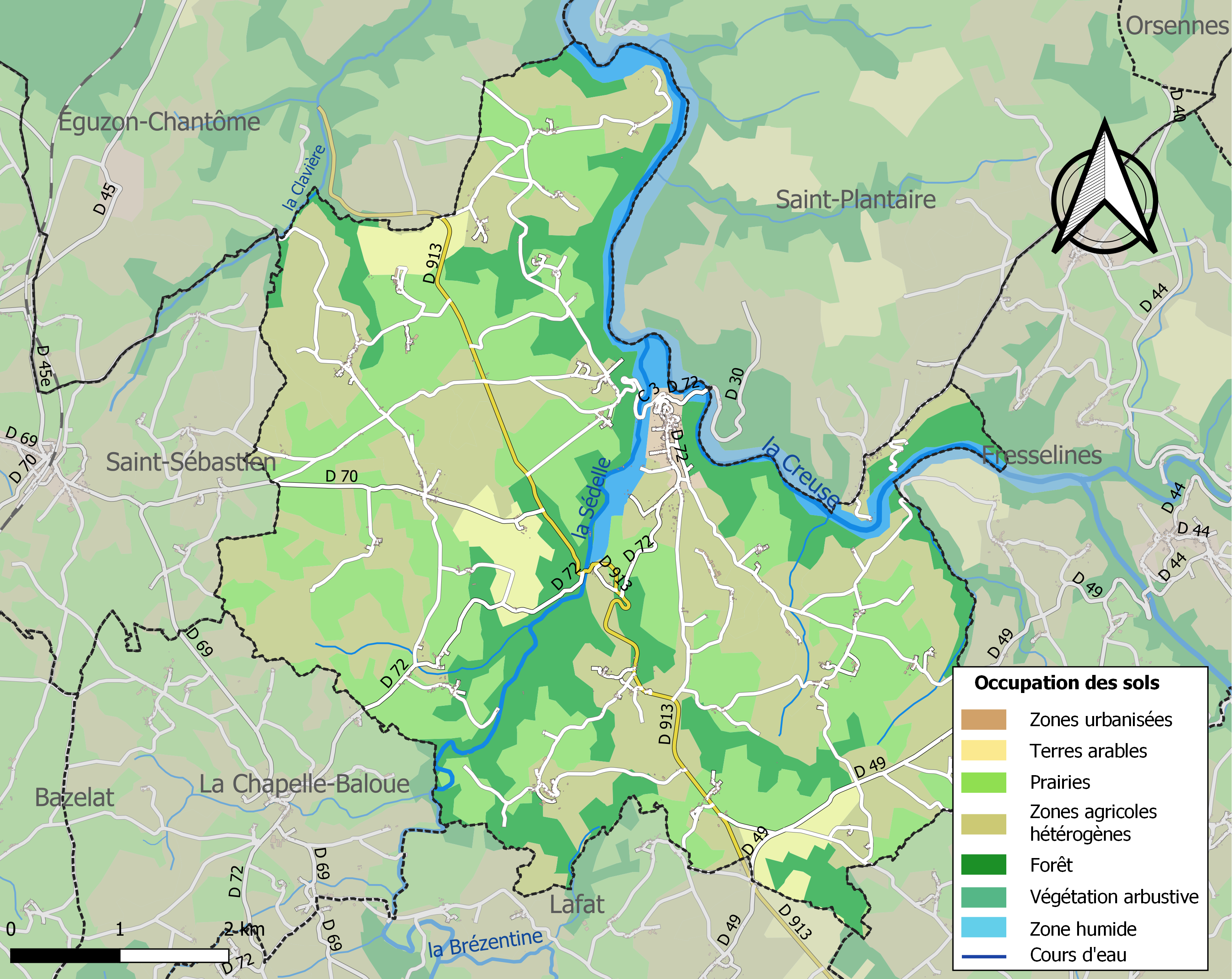
Carte des infrastructures et de l'occupation des sols de la commune en 2018 (CLC).

### Risques majeurs
Le territoire de la commune de Crozant est vulnérable à différents aléas naturels : météorologiques (tempête, orage, neige, grand froid, canicule ou sécheresse) et séisme (sismicité faible). Il est également exposé à un risque technologique, la rupture d'un barrage, et à un risque particulier : le risque de radon. Un site publié par le BRGM permet d'évaluer simplement et rapidement les risques d'un bien localisé soit par son adresse soit par le numéro de sa parcelle.

#### Risques naturels

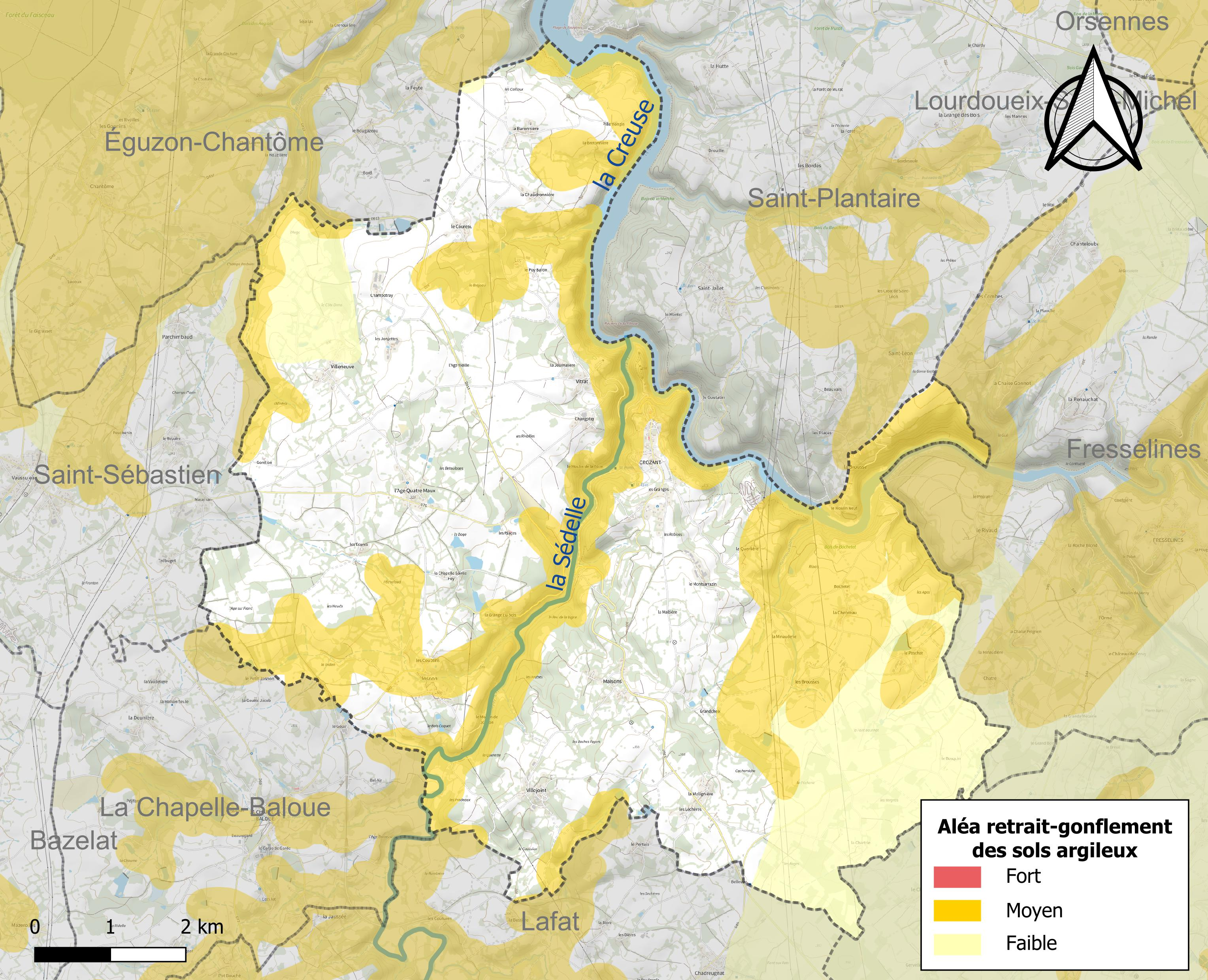
Carte des zones d'aléa retrait-gonflement des sols argileux de Crozant.

Le retrait-gonflement des sols argileux est susceptible d'engendrer des dommages importants aux bâtiments en cas d’alternance de périodes de sécheresse et de pluie. 35,7 % de la superficie communale est en aléa moyen ou fort (33,6 % au niveau départemental et 48,5 % au niveau national). Sur les 531 bâtiments dénombrés sur la commune en 2019, 185 sont en aléa moyen ou fort, soit 35 %, à comparer aux 25 % au niveau départemental et 54 % au niveau national. Une cartographie de l'exposition du territoire national au retrait gonflement des sols argileux est disponible sur le site du BRGM,.
Par ailleurs, afin de mieux appréhender le risque d’affaissement de terrain, l'inventaire national des cavités souterraines permet de localiser celles situées sur la commune.
La commune a été reconnue en état de catastrophe naturelle au titre des dommages causés par les inondations et coulées de boue survenues en 1982 et 1999. Concernant les mouvements de terrains, la commune a été reconnue en état de catastrophe naturelle au titre des dommages causés par la sécheresse en 2019 et par des mouvements de terrain en 1999.

#### Risques technologiques
La commune est en outre située en aval du barrage de Confolent, un ouvrage sur la Creuse de classe A soumis à PPI, disposant d'une retenue de 4,7 millions de mètres cubes. À ce titre elle est susceptible d’être touchée par l’onde de submersion consécutive à la rupture de cet ouvrage.

#### Risque particulier
Dans plusieurs parties du territoire national, le radon, accumulé dans certains logements ou autres locaux, peut constituer une source significative d’exposition de la population aux rayonnements ionisants. Certaines communes du département sont concernées par le risque radon à un niveau plus ou moins élevé. Selon la classification de 2018, la commune de Crozant est classée en zone 3, à savoir zone à potentiel radon significatif.

## Toponymie
Le nom de la localité est attesté sous les formes [S(ignum) Geraldi] de Crozenc en 1019 (Orig. Arch. Hte-Vienne ; fonds de Saint-Martial, n° prov. 9162 ; Voir : Leroux et Bosvieux, Chartes, p. 12) ; Crosent au XIIe siècle (Voir : Labbe, Nov. Bibl. mss., t. II, p. 282 ; Voir : Lecl., p. 223) ; [priore de] Crozenc en 1208 (Donation à Aubepierre ; Arch. Cr. H 150) ; [Castellum de] Crosento en 1214 (Voir : Lecl., p. 223) ; Crozent en 1277, ; [Mensura de] Crozanto en 1318 (Voir : Lecl., p. 223) ; Crouzant en 1457 (Cart. d’Aubignac ; Voir : Lecl., p. 223) ; Crousant en 1462 (Rémission ; Arch. Nat. JJ 198, no 262) ; Crousant en 1506 (Terr. des Places, fol. 5) ; [Chastellain de] Crousant en 1512 (Ch. d’Aubignac ; Voir : Lecl., p. 223) ; Crozant en 1844 (Langl.).
D'après les formes connues à partir du milieu du XVe siècle, la prononciation était Crouzant. Le premier élément est vraisemblablement le gaulois (celtique) *crosus, à l'origine du gallo-roman *CROSU qui a donné creux en français, même mot que la Creuse (Crosa VIIIe siècle) au sens de « vallée profonde », nom de la rivière qui constitue vraisemblablement la racine du toponyme Crozant, suivie d'un suffixe,, selon un processus fréquent en toponymie.
L'alternance des formes terminées par -c et par -t rend difficile l'identification du suffixe, d'autant plus que -c note souvent -t au Moyen Âge. Dans cette perspective d'explication par le celtique, il pourrait s'agir d’-entum identifié dans Douvrend (Seine-Maritime, Douvrenc vers 1060, Dovrent 1111 de *Dubrentum sur gaulois dubron, eau) ou encore Drevant (Cher, Derventum 1217 sur gaulois dervo, chêne) et les nombreux Nogent (de Novientum sur gaulois noviios, nouveau, neuf), dont les premiers éléments sont clairement identifiés comme celtiques.
Albert Dauzat, natif du département, ne connaît pas de forme ancienne (il n'en cite aucune) et propose le suffixe pré-latin -ant-, mais Ernest Nègre y voit plutôt le suffixe adjectival occitan -enc, d'où sa signification de « (village) de la Creuse ».
Crozant fait, en effet, partie de l'aire linguistique du Croissant, zone de transition linguistique où se rejoignent et se mélangent la langue occitane et la langue d'oïl,.

## Histoire

### Moyen Âge
L'éperon rocheux inscrit entre la Creuse et un affluent, la Sédelle, a été occupé depuis l'époque préhistorique. Une forteresse semble y avoir été édifiée entre 997 et 1018. Mais c'est au XIIIe siècle que le château-fort prendra la forme que nous lui connaissons aujourd'hui. L'une des tours subsistantes porte d'ailleurs le nom d'Isabelle d'Angoulême, veuve de Jean sans Terre, épouse de Hugues X de Lusignan, qui, suivant une tradition, l'aurait fait construire. Au XIIe siècle, les capitaines du lieu sont des Foucauld, seigneurs de Saint-Germain-Beaupré.
Le village est saccagé le 22 août 1356 lors de la seconde chevauchée du Prince noir, conduite depuis Bordeaux par Édouard de Woodstock.
Dans son ouvrage sur l'histoire du comté de la Marche, Joseph Joullietton rapporte que le château de Crozant aurait été pris par les catholiques en 1588, ce qui aurait occasionné la ruine d'une tour. À partir de 1606, le château paraît déjà servir de carrière aux habitants des alentours. Un procès-verbal de 1640, établi par l'intendant du roi à Moulins, Le Voyer d'Argenson, constate que l'ensemble féodal est en triste état. Les vestiges de la place forte, qui appartiennent à la Couronne depuis la confiscation des biens du connétable de Bourbon en 1527, sont alors acquises par Gabriel Foucauld de Saint-Germain Beaupré, gouverneur de la Marche.
Les ruines de la citadelle couvrent une bonne partie de l'éperon rocheux : plusieurs enceintes successives, un donjon carré du XVe siècle et deux tours XIIIe siècle, auxquels s'ajoutent une chapelle et la « tour de l'eau » qui permettait d'aller chercher l'eau à la rivière tout en restant à couvert.
Au terme de négociations conduites par le maire de Crozant, Jean Parlebas, ces ruines ont été acquises il y a quelques années par la commune en 1994. Un programme de réhabilitation a été entrepris, grâce à des financements de l'État, du conseil régional, du conseil général et de la commune en vue de la réouverture du site au public.
Une bande dessinée, Les Aigles décapitées, raconte l'histoire imaginaire d'Hugues, seigneur de Crozenc. Le premier tome figure un dessin du château qui est une plausible reconstitution, si ce n'est qu'il a été dessiné inversé (gauche/droite).

#### Légendes du Moyen Âge
Les pierres des murs font écho à celles des parois rocheuses de la vallée et disent les légendes des lieux : celle du Rocher des fileuses où chaque année se déroulait un concours entre les jeunes villageoises, la plus habile devant filer son brin de laine de telle sorte qu'il touchât l'eau le premier, 80 mètres plus bas ; celle encore du diable qui a construit en une nuit le Pont Charraud à la suite du pacte établi avec un homme qui n'a pas voulu être le premier fagot qu'il aurait lié le matin[Quoi ?] : il est venu au rendez-vous tout nu.

### Époque contemporaine
À partir du XIXe siècle, le site de Crozant inspire de nombreux peintres paysagistes appartenant aux courants artistiques du romantisme, de l'impressionnisme et du postimpressionnisme.
En 1843, George Sand visita le site de Crozant en compagnie de Frédéric Chopin, à l'issue d'un périple difficile par des routes en mauvais état. Son fils, Maurice Sand, les accompagne et profite du voyage pour réaliser un croquis des ruines de la forteresse.
Armand Guillaumin (1841-1927), gagnant du gros lot de la Loterie nationale (1891) désormais débarrassé de tout souci matériel, peut se consacrer entièrement à la peinture. En 1893, il choisit Crozant comme résidence de prédilection.

Crozant par Armand Guillaumin
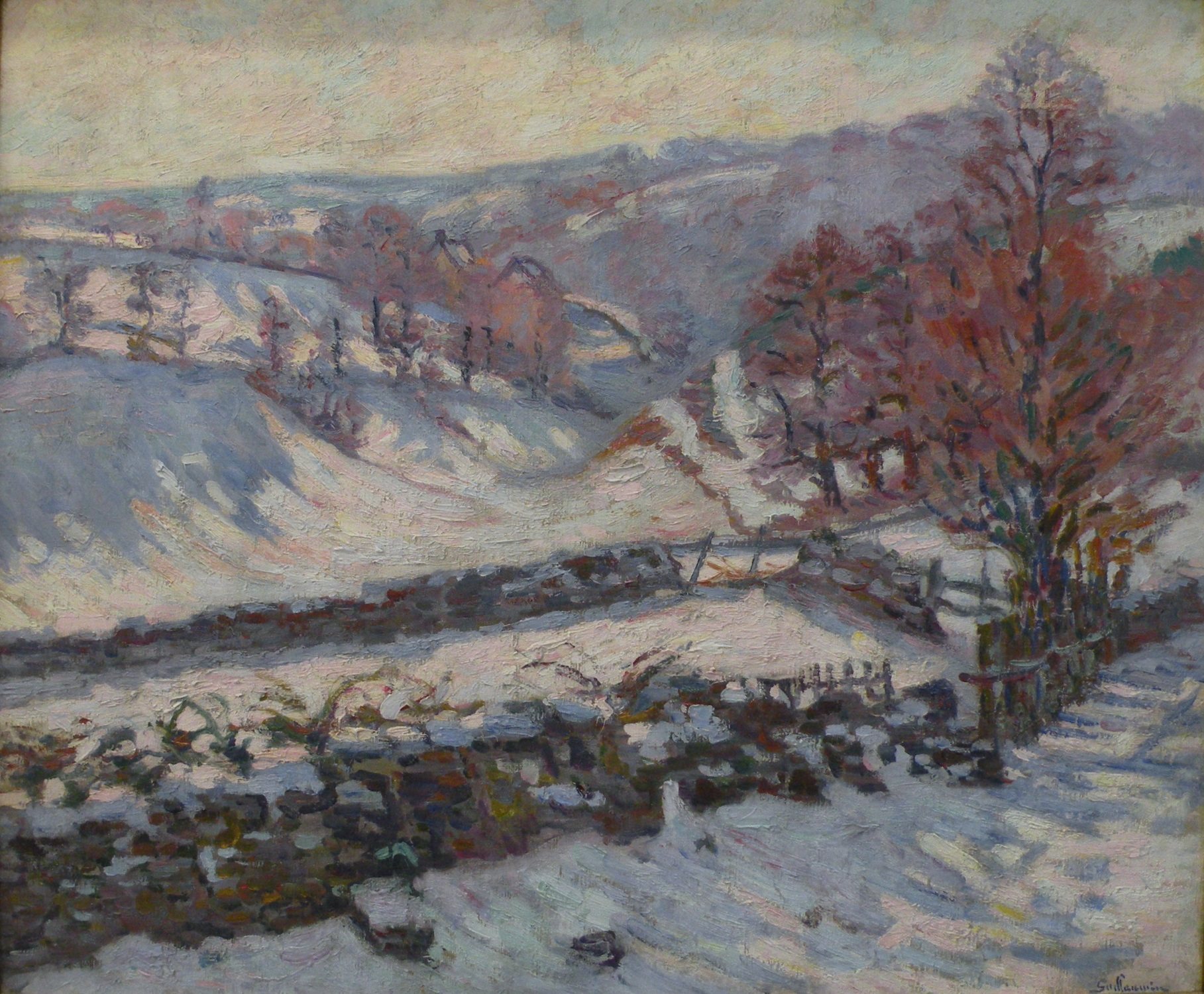
Paysage de neige à Crozant, vers 1895 Musée d'art moderne André Malraux, Le Havre
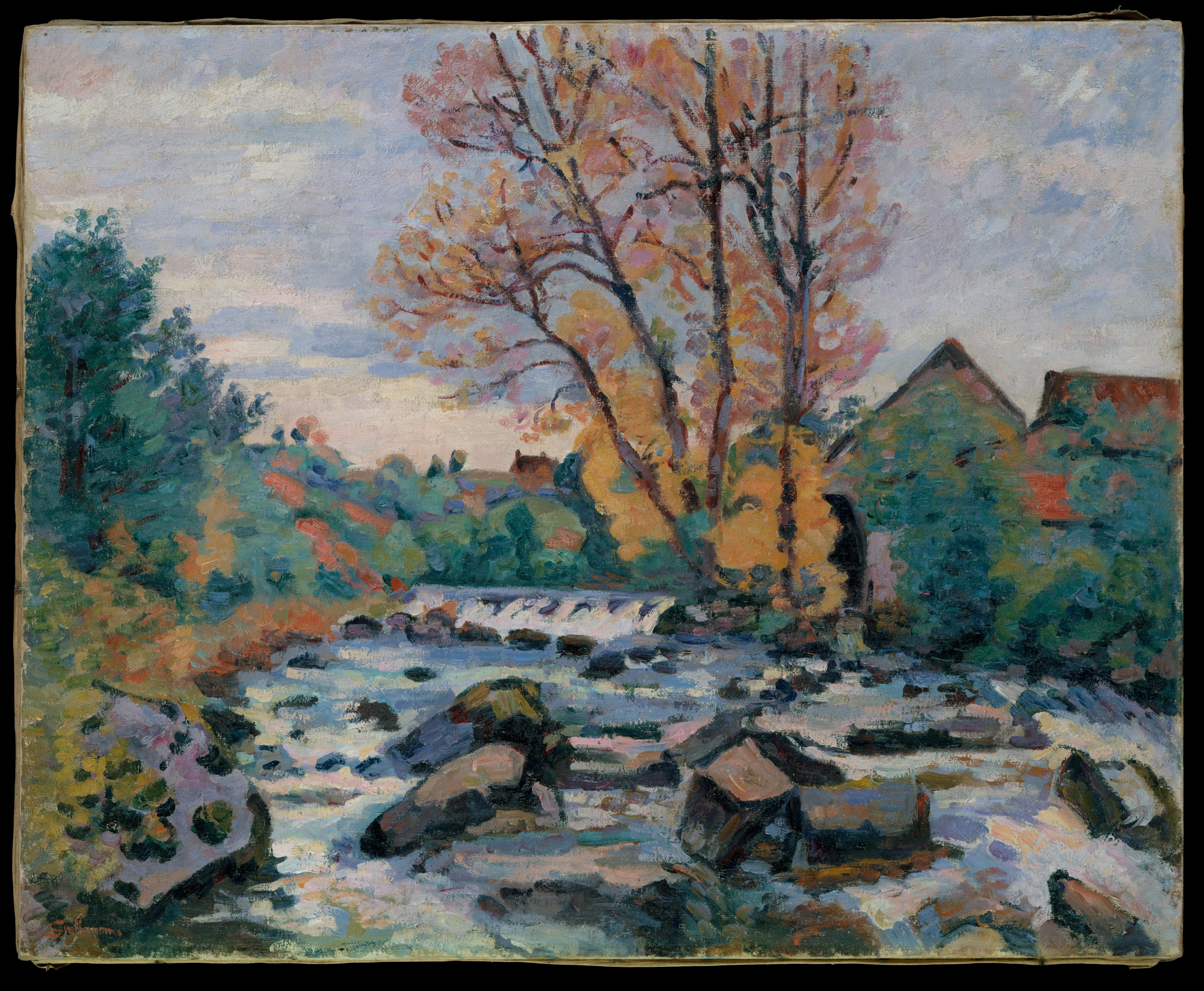
Le Moulin de Bouchardon, Crozant, vers 1898 New York, Metropolitan Museum of Art
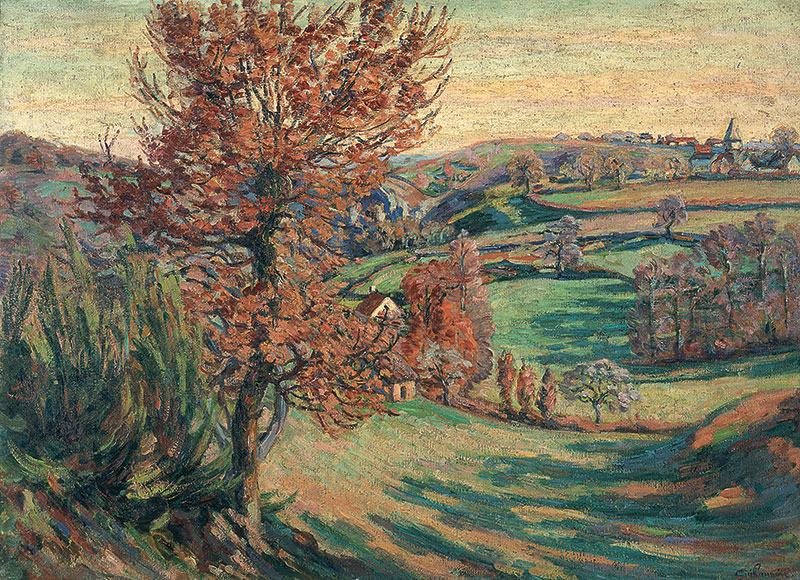
Pâturage des Granges Crozant, vers 1900 Lausanne, Fondation de l'Hermitage
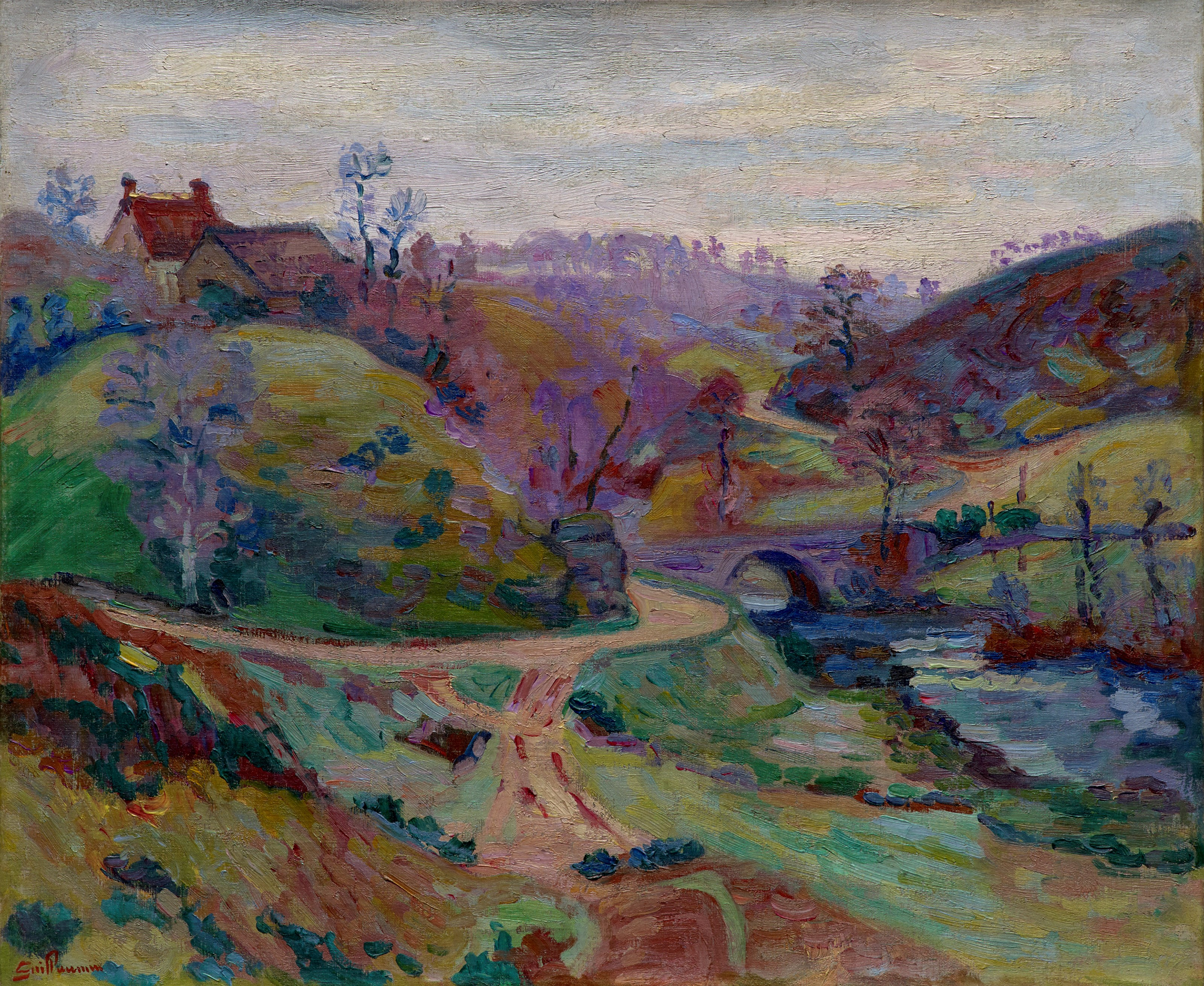
Crozant, Pont Charraud, 1903 Musée des Beaux-Arts de Houston
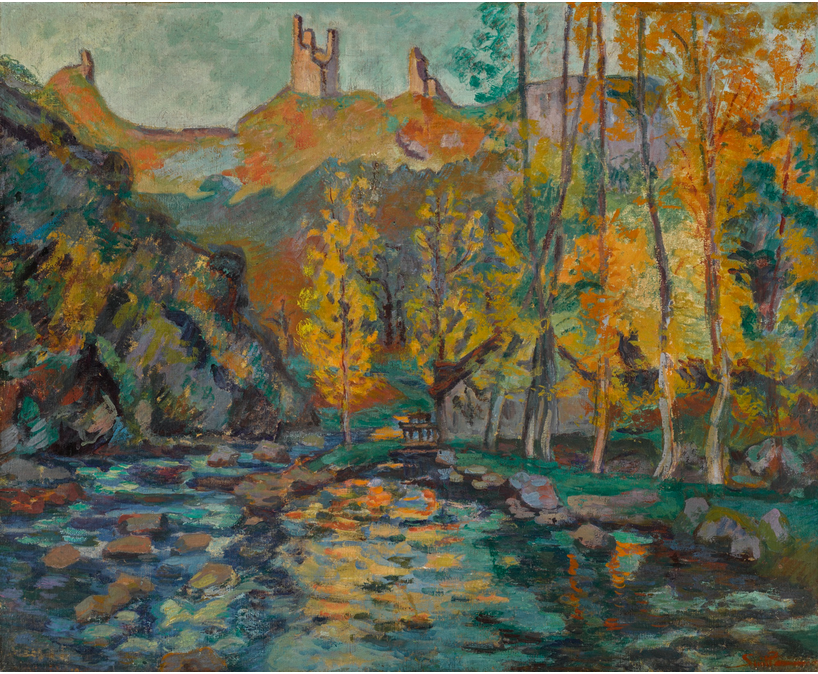
Le Moulin Brigand et les ruines du Château de Crozant, vers 1905 Collection privée, Vente 2018
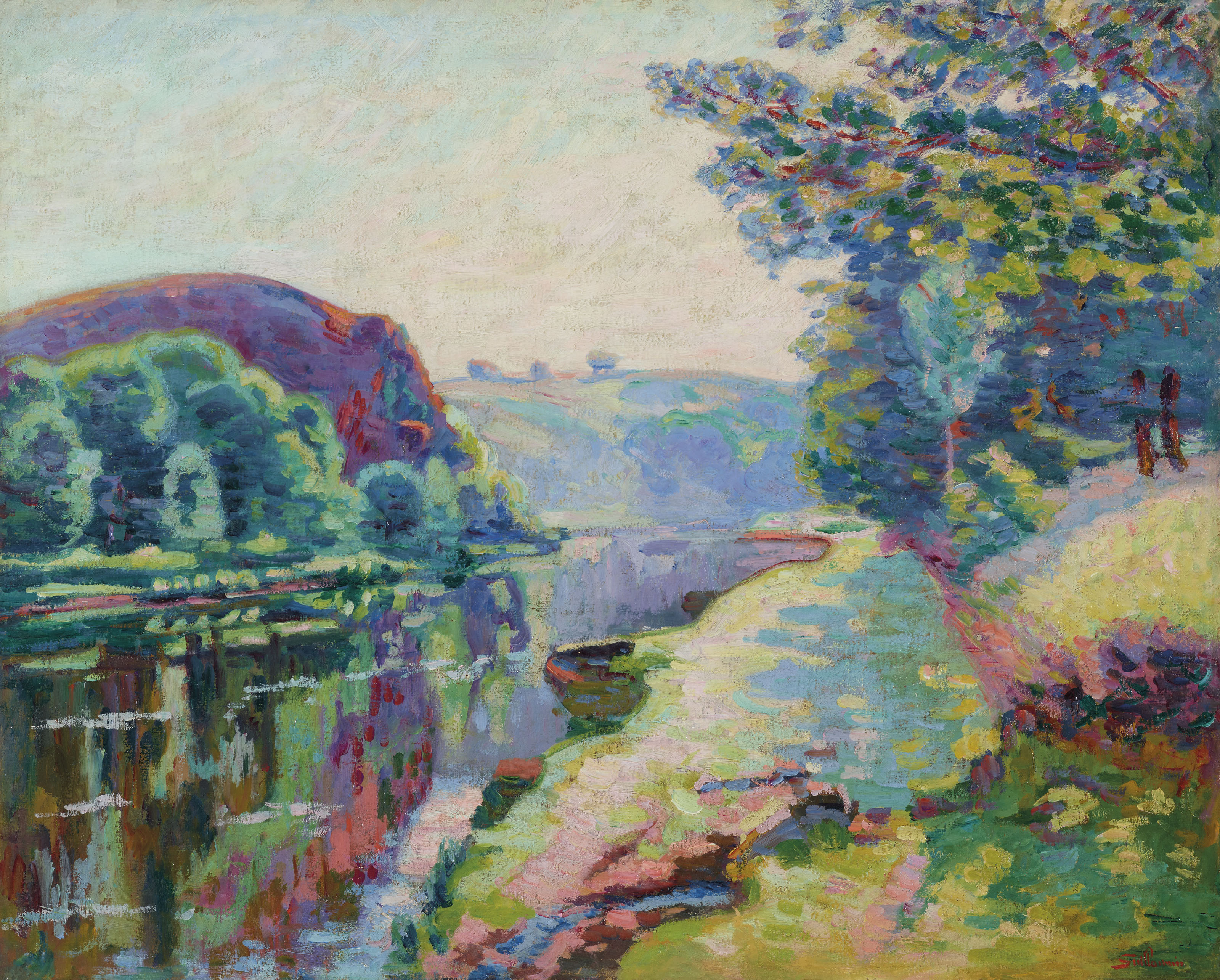
La Roche de l’Echo, Crozant, vers 1907 Collection privée, Vente 2020

Pour autant, Armand Guillaumin ne fut pas le premier a fréquenter Crozant. De nombreux autres peintres le précédent dès les années 1860, comme ce fut le cas de Charles Donzel (1824-1889) et du peintre paysagiste suisse Gustave Castan (1823-1892). Les années 1880 voient ensuite l'arrivée d'une nouvelle génération de pleinairistes tel qu'Ernest Victor Hareux (1847-1909) et l'abbé Laurent Guétal (1841-1892). C'est aussi le moment où le peintre impressionniste Léon Detroy (1859-1955) s'installe dans la vallée de la Creuse, annonçant les débuts d'une période faste pour la création artistique du territoire.
En 1926, une autre histoire commence pour une partie des bords de Creuse, noyés pour produire de l'électricité, par les eaux de la plus grande retenue d'Europe à l'époque, le barrage d'Éguzon. Le nouveau pôle d'attraction touristique est désormais le « lac de Chambon » du nom du hameau d'une commune riveraine du nouveau lac. Si les gorges perdent alors une partie de leur caractère sauvage qui plaisait tant aux peintres, s'y ajoutent une baignade et des pédalos à la « plage de Fougères. »
Durant la guerre, le pont séparant la Creuse du département de l'Indre à Crozant est dynamité. Un bac sera installé en attendant la construction du nouveau pont. Aujourd'hui, lorsque le barrage est vidé (cela n'arrive qu'exceptionnellement), on peut encore voir une pile du vieux pont tristement couchée sur le flanc.
Depuis 2014, le Centre d'Interprétation du Patrimoine « Hôtel Lépinat » a ouvert ses portes dans l'ancienne auberge où séjournaient, entre 1850 et 1930, les artistes venus peindre les paysages de Crozant. En plus de son parcours permanent consacré à l'histoire de ces artistes de la vallée de la Creuse, l'établissement propose chaque année de nouvelles expositions temporaires mettant en lumière différents portraits de peintres.

## Héraldique
Blason créé par Jean-Yves Pons pour la commune de Crozant et adopté par la municipalité en août 2016, lors de la Fête médiévale annuelle.
Le champ rappelle les armes de la famille de Lusignan, comtes de la Marche, à l'origine du château médiéval et longtemps possessionnée à Crozant. Le chevron ondé évoque le confluent de la Creuse et de la Sédelle qui délimitent le territoire de la commune et de son château (figuré par la tour posée en chef). Enfin, les têtes d'aigle arrachées sont un clin d'œil à la célèbre bande dessinée « Les aigles décapitées » dont le personnage principal est Hugues de Crozenc (qui porte d'azur à trois têtes d'aigle arrachées d'or).
| Blason de Crozant | Blason  | Burelé d'argent et d'azur, au chevron ondé et renversé d'argent, chargé de trois têtes d'aigles arrachées de sable, lampassées de gueules, surmonté d'une tour d'argent, maçonnée et ajourée de sable. |
| Blason de Crozant | Détails | Le statut officiel du blason reste à déterminer. |

## Tourisme
Crozant est l'une des plus importantes destinations touristiques du département de la Creuse, notamment en raison de son image de site impressionniste et de la présence des ruines de la forteresse qui attirent des visiteurs depuis le XIXe siècle.
Dans le centre du village, le musée Hôtel Lépinat sert de relais à l'Office de Tourisme du Pays Dunois, dont le siège est à Dun-le-Palestel, et offre aux visiteurs l'accès à un point information touristique.

### Crozant se situe aussi sur différents circuits touristiques et culturels
- Le sentier d'interprétation des peintres de Crozant : une boucle de 3,5 km au départ de Crozant et passant le long de la Sédelle. Un panneau sur le parvis du musée indique la carte du parcours.
- La boucle de Crozant à Fresselines : une randonnée de 16 km, permettant de cheminer sur les deux côtés des rives de la rivière Creuse.
- Le GR val de Creuse : un GR de Pays d'une boucle 111,50 km, en 5 étapes au départ et à l'arrivée d'Argenton-sur-Creuse.
- Le tour de Creuse à vélo : un itinéraire balisé de 327 km en six étapes et dont le départ et l'arrivée se font à Crozant.
- Le chemin de Compostelle, sur la voie de Vézelay : Crozant fait figure d'étape entre Gargilesse et La Souterraine. Un gîte communal est ouvert aux pèlerins pour passer la nuit dans le village.

### Autres sites d'intérêts à proximité
- La forteresse de Crozant : site classé Monument Historique et ouvert aux visites.
- Le Rocher des Fileuses : point de vue offrant un panorama sur la confluence de la Sédelle et de la Creuse.
- L'Arboretum de la Sédelle : labellisé Jardin Remarquable et ouvert aux visites.
- Espace Monet Rollinat : centre d'art situé à Fresselines.
- Le sentier Claude Monet : boucle de 3,5 km, également à Fresselines.

## Économie et paysage

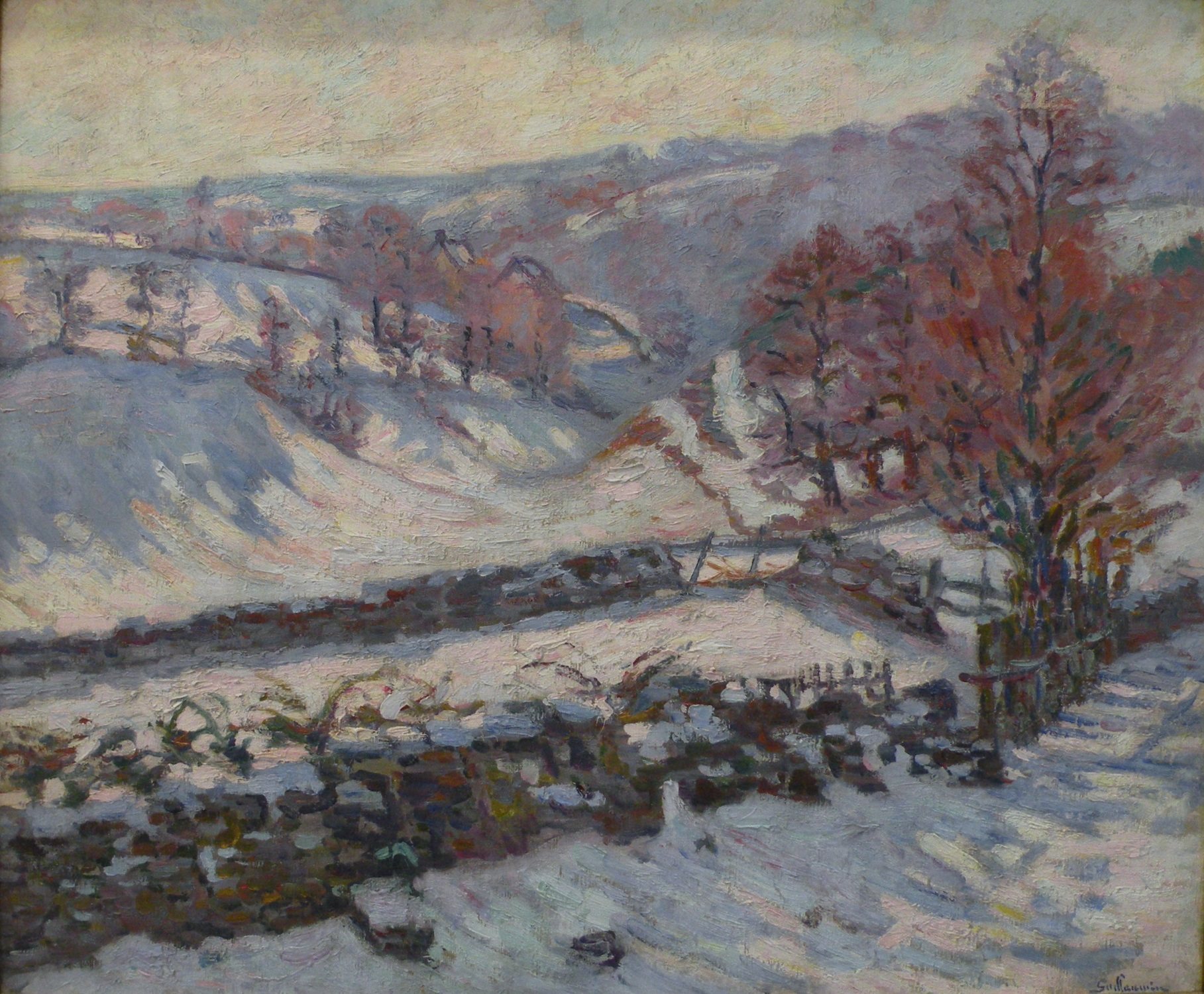
Paysage de neige à Crozant, par Armand Guillaumin (1895).

Là où le barrage a, sans doute en quelques heures, changé le paysage des peintres noyé sous les eaux, les modifications de la société et de l'économie locale l'ont noyé sous les arbres en quelques années[Quoi ?].
Pour s'en rendre compte, il n'est que de comparer les peintures de Guillaumin, qui peignit, dit-on, 140 fois le site de Crozant, et les cartes postales des années 1900. C'est que les landes soi-disant « climaciques » étaient entretenues par le pâturage extensif des moutons et des chèvres, lequel a décliné entre les deux guerres et s'est éteint après 1950. La tendance est aujourd'hui à la réappropriation des espaces naturels, puis au boisement naturel des anciens espaces ouverts.

## Politique et administration
| Période                                  | Période  | Identité      | Étiquette | Qualité                                          |
| ---------------------------------------- | -------- | ------------- | --------- | ------------------------------------------------ |
| Les données manquantes sont à compléter. |          |               |           |                                                  |
| 1995                                     | 2014     | Jean Parlebas |           |                                                  |
| 2014                                     | En cours | Didier Lavaud | SE-DVD    | Conducteur de ligne automatisée à La Souterraine |

## Économie

### Entreprises et commerces

#### Agriculture
- Agriculture et élevage.
- Producteur de fruits et légumes.
- Apiculteur.

#### Tourisme
- Auberge[44].
- Hôtel du lac[45].
- Bar, brasserie.

#### Commerces
- Commerces et services de proximité[46].

## Population et société

### Démographie

#### Pyramide des âges
L'évolution du nombre d'habitants est connue à travers les recensements de la population effectués dans la commune depuis 1793. Pour les communes de moins de 10 000 habitants, une enquête de recensement portant sur toute la population est réalisée tous les cinq ans, les populations de référence des années intermédiaires étant quant à elles estimées par interpolation ou extrapolation. Pour la commune, le premier recensement exhaustif entrant dans le cadre du nouveau dispositif a été réalisé en 2008.

En 2022, la commune comptait 433 habitants, en évolution de −4,42 % par rapport à 2016 (Creuse : −3,32 %, France hors Mayotte : +2,11 %).
| 1793 | 1800  | 1806  | 1821  | 1831  | 1836  | 1841  | 1846  | 1851  |
| ---- | ----- | ----- | ----- | ----- | ----- | ----- | ----- | ----- |
| 755  | 1 220 | 1 083 | 1 196 | 1 214 | 1 423 | 1 301 | 1 230 | 1 341 |

| 1856  | 1861  | 1866  | 1872  | 1876  | 1881  | 1886  | 1891  | 1896  |
| ----- | ----- | ----- | ----- | ----- | ----- | ----- | ----- | ----- |
| 1 401 | 1 362 | 1 439 | 1 420 | 1 452 | 1 433 | 1 546 | 1 568 | 1 602 |

| 1901  | 1906  | 1911  | 1921  | 1926  | 1931  | 1936  | 1946  | 1954  |
| ----- | ----- | ----- | ----- | ----- | ----- | ----- | ----- | ----- |
| 1 713 | 1 803 | 1 823 | 1 606 | 1 405 | 1 231 | 1 206 | 1 093 | 1 000 |

| 1962 | 1968 | 1975 | 1982 | 1990 | 1999 | 2006 | 2008 | 2013 |
| ---- | ---- | ---- | ---- | ---- | ---- | ---- | ---- | ---- |
| 949  | 929  | 862  | 732  | 636  | 581  | 527  | 511  | 464  |

| 2018 | 2022 | - | - | - | - | - | - | - |
| ---- | ---- | - | - | - | - | - | - | - |
| 442  | 433  | - | - | - | - | - | - | - |

## Culture locale et patrimoine

### Lieux et monuments

#### Le château médiéval
Comme précisé plus haut, les ruines de la forteresse médiévale sont en cours de restauration[réf. nécessaire] depuis 2009. À l'issue des travaux, ce site et son environnement naturel pourraient constituer l'un des pôles essentiels du tourisme en Creuse.

#### Château des Places
Le château des Places est inscrit sur l'inventaire supplémentaire des monuments historiques en 1992.

#### Les jardins de Crozant
Un autre paysagiste, Camille Muller, s'est installé à Crozant à la fin des années 1970 mais en est reparti. Autour de ces paysagistes réputés, enseignants dans des écoles de paysage, de nombreux élèves ont découvert Crozant et certains sont restés et y ont créé des jardins. C'est ainsi le cas de l'Arboretum de la Sédelle dus à Philippe Wanty, et des Jardins Clos de la Forge dus à Jacques Sautot et Christian Allaert. Deux fois par an, l'association "Les Jardins de la Sédelle" organise des journées de découverte sur le site de l'arboretum (celui-ci possède la collection de référence des érables pour la France : plus de 200 espèces et cultivars).

#### L'église Saint-Étienne
Les parties les anciennes de l'église Saint-Étienne semblent remonter au XIIe siècle. Elle a été remaniée au XVe siècle à la suite d'une destruction. L'église a été classée Monument historique par arrêté du 8 avril 1933.

#### Le pont Charraud
Le pont dit "pont Charraud" date du XVIIe siècle,. Une légende locale en fait un pont du Diable car le maçon qui avait pris l'affaire à un prix trop bas, fit un marché avec le Malin qui lui proposa de construire le pont en un seul jour contre le premier fagot qu'il aura lié.
La construction commence en 1603, le pont est terminé en 1695.
Il permet à la RD 913 de franchir la Sédelle. Il comprend trois arches en plein cintre et ogivale au milieu, avec des ouvertures comprises entre 6,40 m et 6,72 m, et avec des avant-becs triangulaires à l'amont et trapézoïdaux à l'aval. Largeur du pont : 3,80 m.
Le pont a été inscrit Monument historique par arrêté du 23 juillet 1934.

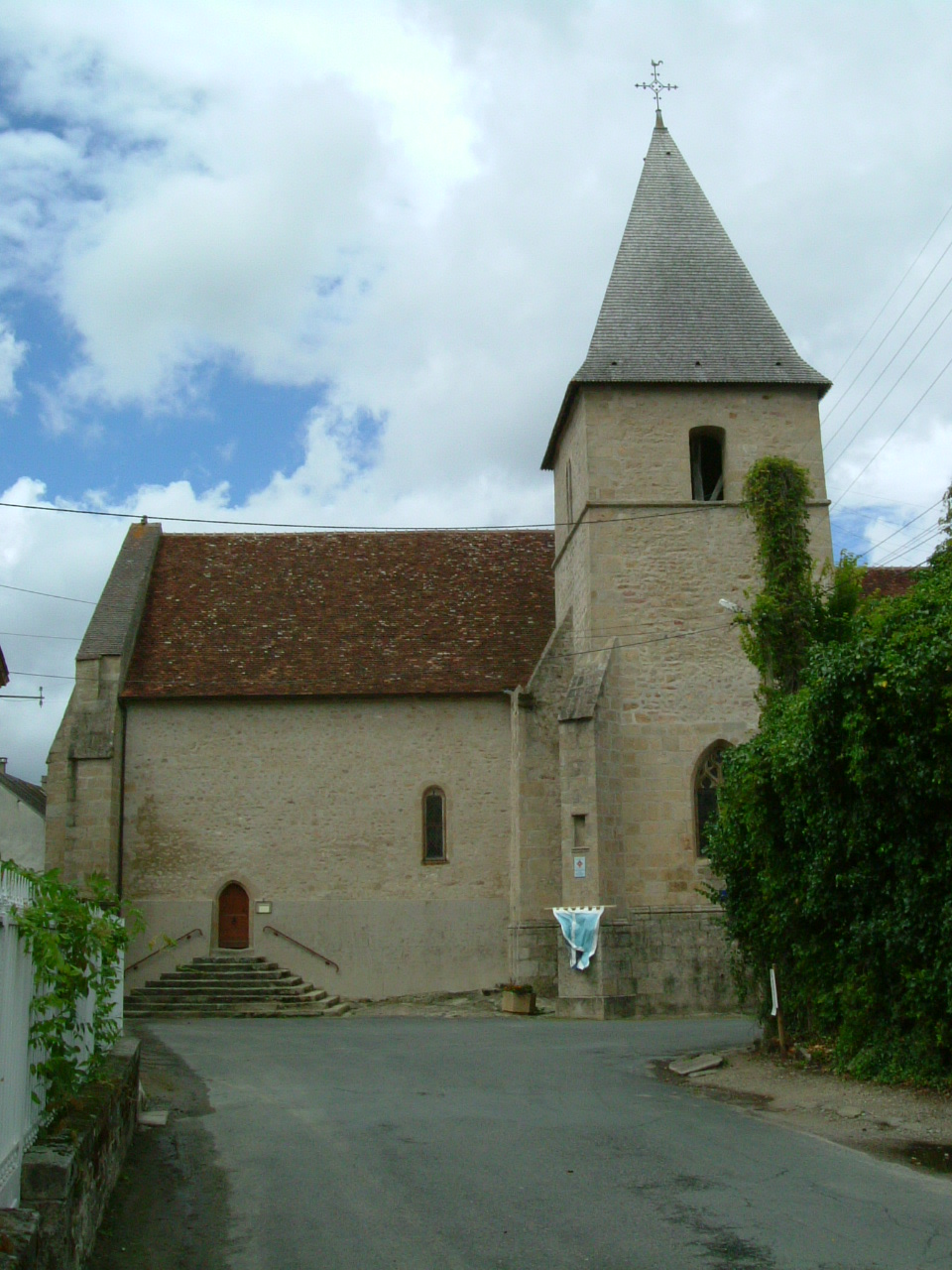
Église Saint-Étienne
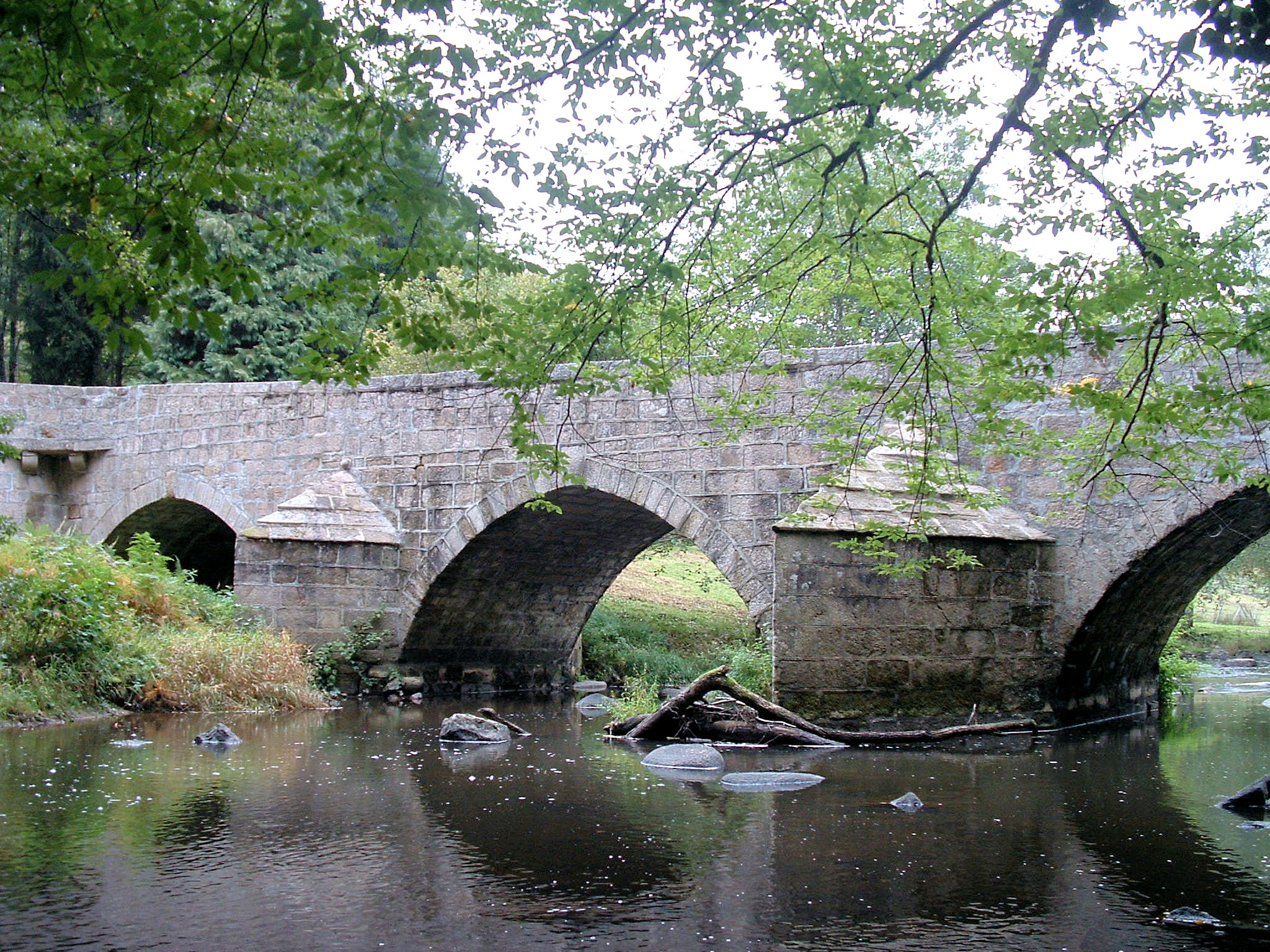
Pont Charraud vu de l'amont
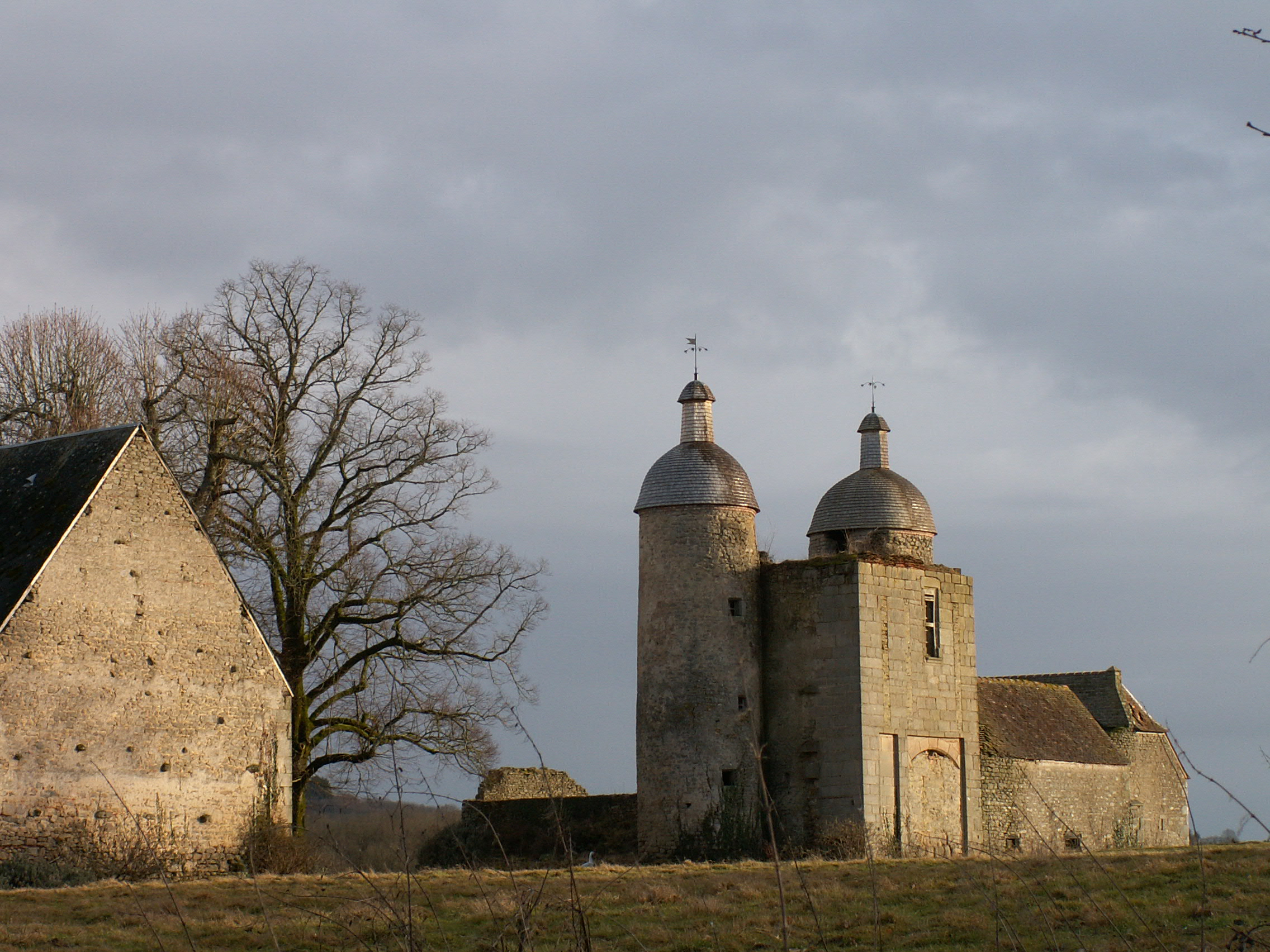
Le domaine des Places

#### Les croix de type Crozant

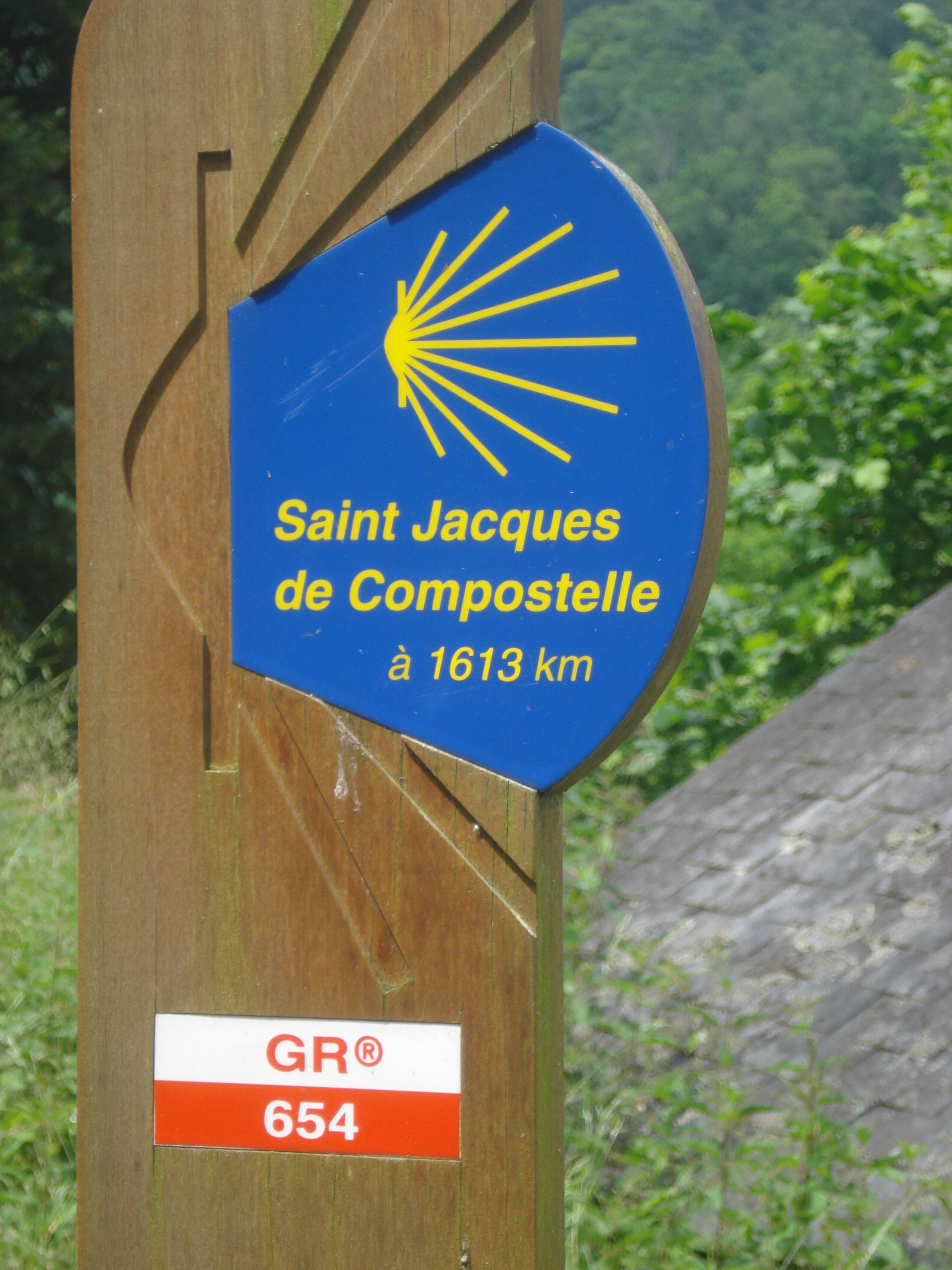
Borne Chemin de Saint-Jacques-de-Compostelle à Crozant

Sur les bords des chemins, aux alentours de Crozant se trouvent 51 croix pattées. Elles sont si spécifiques qu'elles portent le nom de croix type "Crozant". Taillées dans le granite local selon ce qui semble être un même modèle, beaucoup présentent un orifice au sommet appelé cupule. Beaucoup de questions demeurent à éclaircir quant à leur origine, leur datation ou leur fonction. Une association œuvre pour la valorisation, l'entretien et l'étude de cet ensemble patrimonial unique[source insuffisante].

#### Pèlerinage de Compostelle
Le Sentier de grande randonnée GR 654 passe par Crozant.

### Personnalités liées à la commune
- Le peintre Armand Guillaumin.
- Le paysagiste Gilles Clément.
- L'explorateur et entomologiste Charles Alluaud.

### Littérature
Dans L'Aiguille creuse, une aventure d'Arsène Lupin par Maurice Leblanc, Isidore Beautrelet pense avoir trouvé la fameuse Aiguille creuse en découvrant le château de l'Aiguille, près de Crozant. Ce château semble être un élément inventé, et différent du château de Crozant.

### Arts décoratifs
Un groupe d'habitants, sous la direction de Dominique Johnson, a entrepris de raconter l'histoire de France et de la Commune sous forme de broderie. Cette œuvre collective, dénommée L'infinie broderie et inspirée de la Tapisserie de Bayeux, est un work in progress, d'une longueur de 43 mètres en août 2021.

### Philatélie
Le 10 mai 2023, La Poste a émis un bloc collector de 8 timbres à validité permanente pour lettre verte sur le thème « Limousin - Périgord - Terres de rivières » dont l'un des timbres représente la Creuse à Crozant, illustrant la « vallée des peintres ».